# Automatizálás kiépítése
Az automatizálás kiépítése a szoftverkészítés és a hozzá kapcsolódó folyamatok automatizálásának folyamata, ideértve a számítógépes forráskód bináris kódba történő összeállítását, a bináris kód csomagolását és az automatikus tesztek futtatását.

## Áttekintés
A történelem során az építkezés automatizálása makefilek segítségével valósult meg. Ma az eszközöknek két általános kategóriája van:
Build-automatizálási segédprogram
Ez magában foglalja a közművek, mint a Make,Rake, Cake, MSBuild, Ant, Maven vagy Gradle (Java) stb. Elsődleges céljuk, hogy build összetevőket hozzanak létre olyan tevékenységeken keresztül, mint a forráskód összeállítása és összekapcsolása.
Build-automatizálási kiszolgálók
Ezek olyan általános webalapú eszközök, amelyek ütemezett vagy aktivált alapon hajtják végre a build-automatizálási segédprogramokat; a folyamatos integrációs kiszolgáló egyfajta build-automatizálási kiszolgáló.
Az automatizálás szintjétől függően a következő besorolás lehetséges:
- Makefile - szint
  - Make-alapú eszközök
  - Nem Make alapú eszközök
- Build szkript (vagy Makefile) generációs eszközök
- Folyamatos integrációs eszközök
- Konfigurációkezelő eszközök
- Meta-build eszközök vagy csomagkezelők
- Egyéb

Az egyes szoftverek listája megtalálható a build automatizációs szoftver listájában.

## Build-automation segédprogramok
A build automatizálási segédprogramok egyszerű, megismételhető feladatok automatizálását teszik lehetővé. Az eszköz használatakor kiszámítja, hogyan érheti el a célt a feladatok megfelelő, meghatározott sorrendben történő végrehajtásával és az egyes feladatok futtatásával. Az eszközök eltérő két módja a feladatorientált és a termékorientált. A feladatorientált eszközök a hálózatoknak egy adott meghatározott feladatban való függőségét írják le, a termékorientált eszközök pedig az általuk előállított termékeket. 

## Build-automatizálási kiszolgálók
Bár a build szerverek már jóval a folyamatos integrációs kiszolgálók előtt léteztek, általában a folyamatos integrációs kiszolgálók szinonimái, azonban a build szerver is eggyé válhat egy Application-Release Automation (ARA) eszközben, vagy Application Lifecycle Management (ALM) eszközben.
Szerver típusok
- Igény szerinti automatizálás, mint ahogy egy felhasználó futtat egy parancsfájlt a parancssorban.
- Ütemterv szerinti automatizálás, úgy mint, egy éjszaka alatt lefutó build, amit egy folyamatos integrációs (CI)[1] szerveren futtatunk.
- Esemény aktivált automatizálás, úgy mint egy folyamatos integrációs szerveren lefutó build, ami minden commit után egy verzió-ellenőrző rendszeren keresztül fut le.

## Elosztott build-automatizálás
Az automatizálás a fordító farmolásával érhető el az elosztott összeállításhoz vagy a közüzemi lépés végrehajtásához. Az elosztott buildelő folyamatnak gépi intelligenciával kell rendelkeznie az elosztott build végrehajtásához szükséges forráskód-függőségek megértéséhez.

## A folyamatos kézbesítés (CD)[2]és a folyamatos integráció (CI) kapcsolata
A build automatizálás az első lépés a folyamatos kézbesítés és a DevOps kultúrájának megvalósítása felé. Az automatizálás tanúsítása folyamatos integrációval, telepítéssel, alkalmazás-kiadás automatizálással és sok más folyamattal segíti a szervezet előre mozdítását a szoftverkézbesítésre vonatkozó bevált gyakorlatok létrehozásában.

## Előnyök
A szoftverfejlesztési projektek build automatizálásának előnyei:
- A folyamatos integrációnak és a folyamatos tesztelésnek szükséges előfeltétele.
- A termék minőségének javítása.
- Felgyorsítja a fordítót és a kapcsolt feldolgozást.
- A felesleges feladatokat kiküszöböli.
- A legalacsonyabbra csökkenti a "rossz build-ek" számát.
- A kulcsfontosságú személyzettől való függőség megszüntetése.
- A buildek története, és a sorrendbeli kiadások gyorsítják a probléma elhárítást.
- Takarítson meg időt és pénzt, a fent felsorolt okok miatt.

## Lásd még
- Alkalmazás-kiadás automatizálása (ARA)
- Alkalmazás életciklus menedzselés (ALM)
- Folyamatos konfigurációs automatizálás (CCA)
- Folyamatos integráció (CI)
- Folyamatos szállítás (CD)
- Folyamatos tesztelés
- Fejlesztői ops
- Buildautomatizálási szoftverek listája
- Termékcsalád-tervezés
- Kiadás tervezés (RE)
- Szoftverkonfiguráció kezelése (SCM)
- Egység vizsgálata